# Persone di nome Luc
| Questa pagina contiene informazioni ricavate automaticamente dalle voci biografiche con l'ausilio del template Bio e di un bot. L'aggiornamento è periodico e automatico e ricostruisce completamente la pagina. Se manca una persona in questa lista, sei pregato di non aggiungerla, ma accertati piuttosto che la sua voce biografica contenga il template Bio e che i dati anagrafici siano correttamente compilati. Se il template Bio manca, inseriscilo tu stesso o, in alternativa, metti l'avviso {{tmp\|Bio}} che ne segnala la mancanza. Se i dati riportati sono sbagliati, correggi direttamente la voce biografica; le modifiche saranno visibili in questa lista entro pochi giorni. Per chiarimenti vedi il progetto antroponimi. La lista contiene solo le 74 persone che sono citate nell'enciclopedia e per le quali è stato implementato correttamente il template Bio. Pagina aggiornata al 23 mag 2025. |

Questa è una lista di persone presenti nell'enciclopedia che hanno il nome Luc, suddivise per attività principale.

## Allenatori di calcio(2)
- Luc Holtz, allenatore di calcio e ex calciatore lussemburghese (Ettelbruck, n. 1969)
- Luc Nijholt, allenatore di calcio e ex calciatore olandese (Zaandam, n. 1961)

## Allenatori di calcio a 5(1)
- Luc Reul, allenatore di calcio a 5 e ex giocatore di calcio a 5 belga (n. 1959)

## Allenatori di pallavolo(1)
- Luc Marquet, allenatore di pallavolo e ex pallavolista francese (Lione, n. 1970)

## Arcivescovi cattolici(3)
- Luc Cyr, arcivescovo cattolico canadese (Saint-Jérôme, n. 1953)
- Luc Ravel, arcivescovo cattolico francese (Parigi, n. 1957)
- Luc Terlinden, arcivescovo cattolico belga (Etterbeek, n. 1968)

## Artisti(2)
- Luc Fierens, artista belga (Malines, n. 1961)
- Raphaël Ponson, artista francese (Solliès-Pont, n. 1835 - Marsiglia, † 1904)

## Attori(1)
- Luc Merenda, attore francese (Nogent-le-Roi, n. 1943)

## Biologi(1)
- Luc Montagnier, biologo e virologo francese (Chabris, n. 1932 - Neuilly-sur-Seine, † 2022)

## Calciatori(10)
- Luc Borrelli, calciatore francese (Marsiglia, n. 1965 - Molphey, † 1999)
- Luc Castaignos, ex calciatore olandese (Schiedam, n. 1992)
- Tabi Manga, calciatore camerunese (Yaoundé, n. 1994)
- Luc Millecamps, ex calciatore belga (Waregem, n. 1951)
- Luc Nilis, ex calciatore belga (Hasselt, n. 1967)
- Luc de Fougerolles, calciatore canadese (Londra, n. 2005)
- Luc Sanders, ex calciatore belga (Bruges, n. 1945)
- Luc Sonor, ex calciatore francese (Basse-Terre, n. 1962)
- Luc Thimmesch, ex calciatore lussemburghese (Lussemburgo, n. 1980)
- Luc Van Hoyweghen, calciatore belga (Appels, n. 1929 - † 2013)

## Cestisti(4)
- Junior Etou, cestista della Repubblica del Congo (Pointe-Noire, n. 1994)
- Luc Loubaki, cestista francese (Pontoise, n. 1997)
- Luc Mbah a Moute, ex cestista camerunese (Yaoundé, n. 1986)
- Luc van Slooten, cestista tedesco (Vechta, n. 2002)

## Ciclisti su strada(6)
- Luc Govaerts, ex ciclista su strada e pistard belga (Brecht, n. 1959)
- Luc Leblanc, ex ciclista su strada e dirigente sportivo francese (Limoges, n. 1966)
- Luc Leman, ex ciclista su strada belga (Roeselare, n. 1953)
- Luc Roosen, ex ciclista su strada belga (Opglabeek, n. 1964)
- Luc Suykerbuyk, ciclista su strada olandese (Nispen, n. 1964)
- Luc Wirtgen, ciclista su strada lussemburghese (n. 1998)

## Compositori(2)
- Luc Ferrari, compositore francese (Parigi, n. 1929 - Arezzo, † 2005)
- Luc van Hove, compositore belga (Wilrijk, n. 1957)

## Designer(1)
- Luc Donckerwolke, designer belga (Lima, n. 1965)

## Dirigenti sportivi(1)
- Luc Colijn, dirigente sportivo, ex ciclista su strada e pistard belga (Gand, n. 1958)

## Filosofi(1)
- Luc Foisneau, filosofo francese (Blois, n. 1963)

## Fotografi(1)
- Luc Delahaye, fotografo francese (Tours, n. 1962)

## Fumettisti(1)
- Dupa, fumettista belga (Montignies-sur-Sambre, n. 1945 - Ottignies-Louvain-la-Neuve, † 2000)

## Giocatori di football americano(1)
- Luc Meacham, giocatore di football americano statunitense (Toledo, n. 1992)

## Hockeisti su ghiaccio(2)
- Luc Bourdon, hockeista su ghiaccio canadese (Shippagan, n. 1987 - Lamèque, † 2008)
- Luc Robitaille, ex hockeista su ghiaccio e dirigente sportivo canadese (Montréal, n. 1966)

## Imprenditori(1)
- Luc De Bruyckere, imprenditore belga (Gand, n. 1945)

## Informatici(1)
- Luc Devroye, informatico e matematico belga (Tienen)

## Maratoneti(1)
- Luc Krotwaar, ex maratoneta e ex mezzofondista olandese (Bergen op Zoom, n. 1968)

## Medaglisti(1)
- Luc Luycx, medaglista belga (Aalst, n. 1958)

## Monaci cristiani(1)
- Luc d'Achery, monaco cristiano e storico francese (San Quintino, n. 1609 - Saint-Germain-des-Prés, † 1685)

## Montatori(1)
- Luc Barnier, montatore francese (Boulogne-Billancourt, n. 1954 - Parigi, † 2012)

## Nuotatori(1)
- Luc Kroon, nuotatore olandese (n. 2001)

## Pallamanisti(2)
- Luc Abalo, ex pallamanista francese (Ivry-sur-Seine, n. 1984)
- Luc Steins, pallamanista olandese (Voerendaal, n. 1995)

## Parolieri(1)
- Luc Plamondon, paroliere e compositore canadese (Saint-Raymond-de-Portneuf, n. 1942)

## Pesisti(1)
- Luc Viudès, ex pesista francese (Perregeaux, n. 1956)

## Pittori(1)
- Luc Simon, pittore, litografo e vetraio francese (Reims, n. 1924 - Clamecy, † 2011)

## Politici(3)
- Luc Frieden, politico e avvocato lussemburghese (Esch-sur-Alzette, n. 1963)
- Luc Van den Bossche, politico belga (Aalst, n. 1947)
- Luc Van den Brande, politico belga (Malines, n. 1945)

## Registi(2)
- Luc Besson, regista, sceneggiatore e produttore cinematografico francese (Parigi, n. 1959)
- Luc Jacquet, regista francese (Bourg-en-Bresse, n. 1967)

## Rugbisti a 15(1)
- Luc Ducalcon, ex rugbista a 15 francese (Tours, n. 1984)

## Scacchisti(1)
- Luc Winants, scacchista belga (Watermael-Boitsfort, n. 1963 - † 2023)

## Schermidori(1)
- Luc Rocheleau, ex schermidore canadese (Montréal, n. 1965)

## Sciatori alpini(4)
- Luc Alphand, ex sciatore alpino e pilota automobilistico francese (Briançon, n. 1965)
- Luc Genolet, ex sciatore alpino svizzero (n. 1963)
- Luc Herrmann, sciatore alpino svizzero (n. 2000)
- Luc Morisset, ex sciatore alpino francese (n. 1958)

## Scrittori(3)
- Luc Estang, scrittore francese (Parigi, n. 1911 - † 1992)
- Luc Lang, scrittore francese (Suresnes, n. 1956)
- Luc de Clapiers de Vauvenargues, scrittore e saggista francese (Aix-en-Provence, n. 1715 - Parigi, † 1747)

## Sociologi(1)
- Luc Boltanski, sociologo francese (Parigi, n. 1940)

## Storici(1)
- Luc Brisson, storico canadese (Saint-Esprit, n. 1946)

## Tennisti(1)
- Georges de la Chapelle, tennista francese (Farges-Allichamps, n. 1868 - † 1923)

## Triatleti(1)
- Luc Van Lierde, triatleta belga (Bruges, n. 1969)

## Velisti(1)
- Luc Pillot, ex velista francese (Bar-sur-Seine, n. 1959)

## Vescovi cattolici(1)
- Luc Crepy, vescovo cattolico francese (Lilla, n. 1958)